# Palais des Académies
Le palais des Académies (en néerlandais : Academiënpaleis ou Paleis der Academiën) est un édifice de style néo-classique, situé à l'est de la place des Palais à Bruxelles (rue Ducale 1, entre la rue Lambermont et la place du Trône). Il abrite aujourd'hui le siège de cinq académies belges, dont l'Académie royale des sciences, des lettres et des beaux-arts.

## Histoire
Il a été bâti à l'emplacement du refuge de l'abbaye de Parc. Sa construction s'est étalée de 1823 à 1828. Ce bâtiment néo-classique est l'œuvre des architectes Charles Vander Straeten (1771-1834) et Tilman-François Suys (1783-1861). Il était à l'origine la résidence du prince Guillaume d'Orange à Bruxelles pendant la période hollandaise (il était alors appelé palais du Prince d'Orange). Il fut mis sous séquestre après la révolution belge en 1830. Le mobilier fut restitué au prince d'Orange en 1842 et le palais transféré à l'État belge. Il fut question d'en faire une résidence pour le duc de Brabant, le futur roi Léopold II, mais celui-ci refusa. Il connut plusieurs affectations : en 1860, il abrita le Musée de peinture moderne. En 1876, il devint le palais des Académies. Entre 1890 et 1898, le gouvernement central de l'État indépendant du Congo (dirigé par Edmond van Eetvelde et Charles Liebrechts) était situé au premier étage.
Il abrite aujourd'hui le siège de la vénérable Académie royale des sciences, des lettres et des beaux-arts dont la fondation remonte au XVIIIe siècle, de l'Académie royale de médecine, de l'Académie royale de langue et de littérature françaises, de la Koninklijke Academie voor Geneeskunde van België (académie de médecine flamande) et de la Koninklijke Vlaamse Academie van België voor Wetenschappen en Kunsten (Académie royale flamande de Belgique des sciences et des arts). En 1914, les autorités d'occupation allemandes en firent un hôpital militaire.

## Description
Conformément aux principes néo-classiques, l'ordonnance est d'une symétrie rigoureuse, soulignée par les ressauts des angles. Le bâtiment comporte quinze travées à l'ouest et à l'est, et sept travées au nord et au sud. Il présente une élévation de deux étages et demi. Le rez-de-chaussée constitue un vaste soubassement dont les murs à bossages s'ouvrent par des fenêtres cintrées. Les travées des étages sont délimitées par des pilastres ioniques. La corniche à modillons, qui souligne l'horizontalité du bâtiment, est surmontée d'un attique.
Les avant-corps latéraux ont reçu un traitement particulier. Ils font saillie et sont flanqués de pilastres doubles. Les fenêtres sont ornées d'un fronton triangulaire et le plat supérieur du mur décoré de bas-reliefs qui datent de 1879 : au N.-0. Les Arts par Antoine-Joseph Van Rasbourgh; au S.-0. Les Lettres par Herman; au N.-E. Les Sciences par H. Sterckx; au S.-E. La Médecine par A. Braeckevelt. Les travées d'angle servent d'entrée : des portes cochères s'ouvrent de chaque côté, permettant à des équipages de traverser le palais de part en part.

Palais des Académies
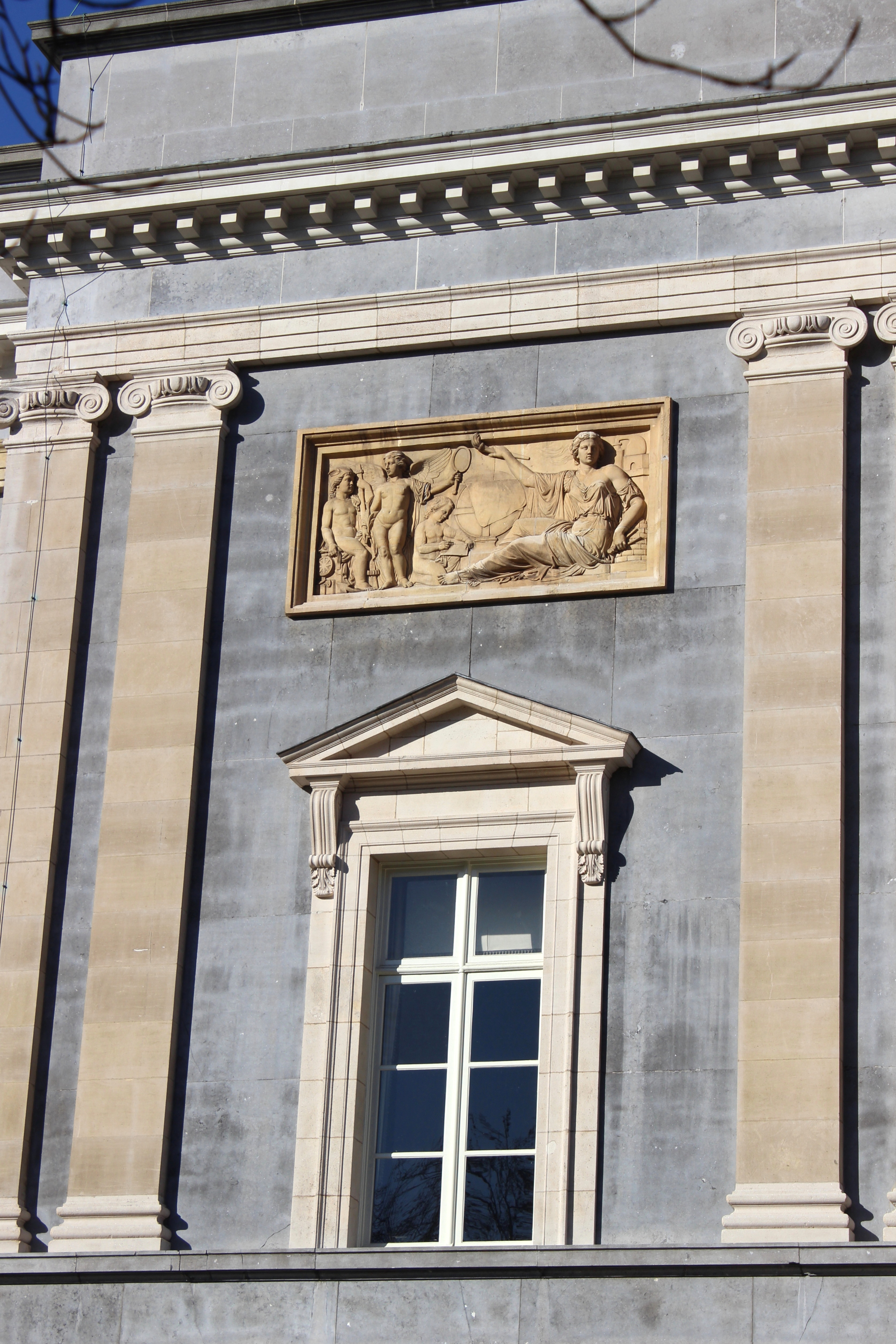
Côté N.-E. : fenêtre à fronton surmontée d'un bas-relief représentant les Sciences.
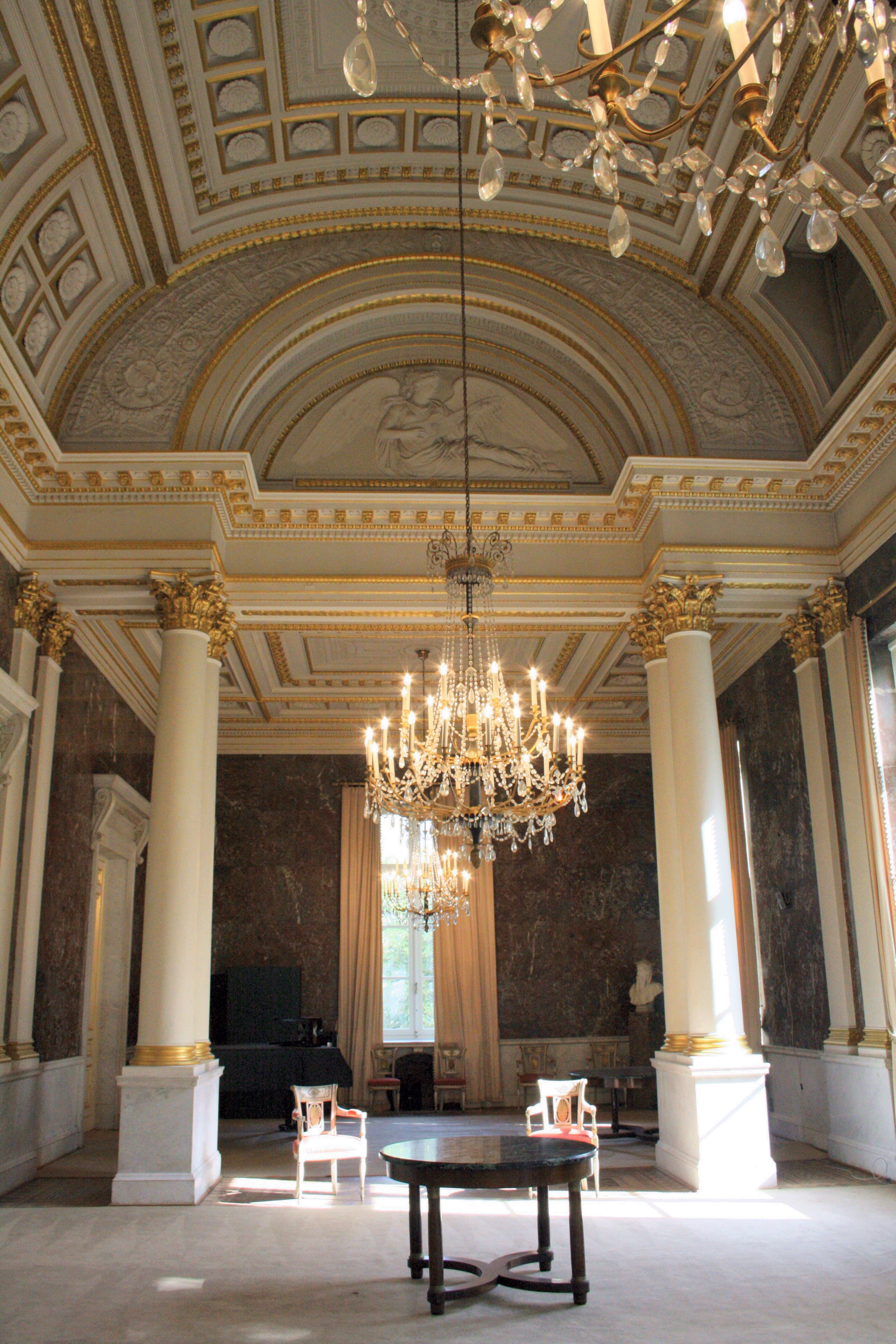
Galerie de marbre.
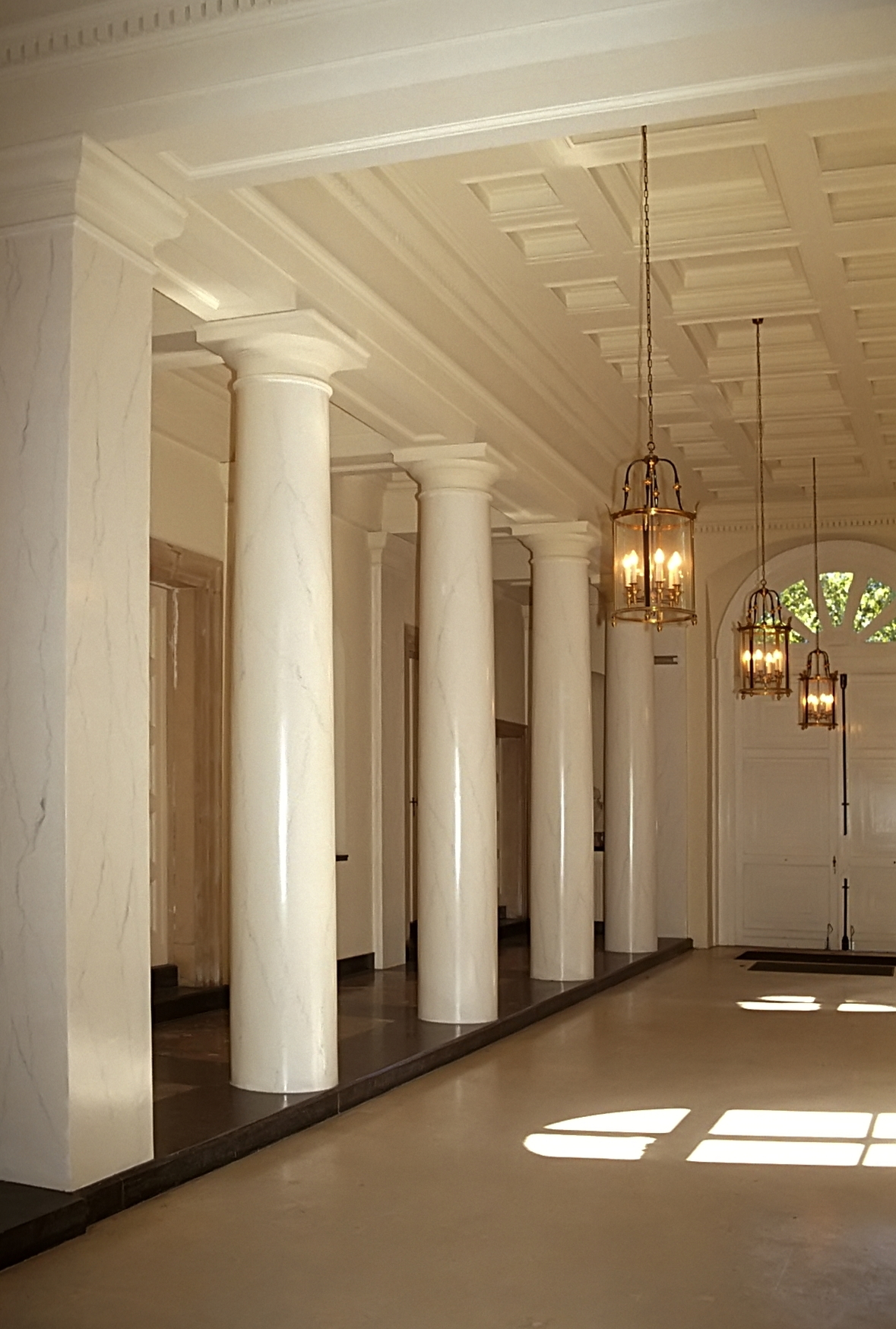
Colonnes.

## Jardin

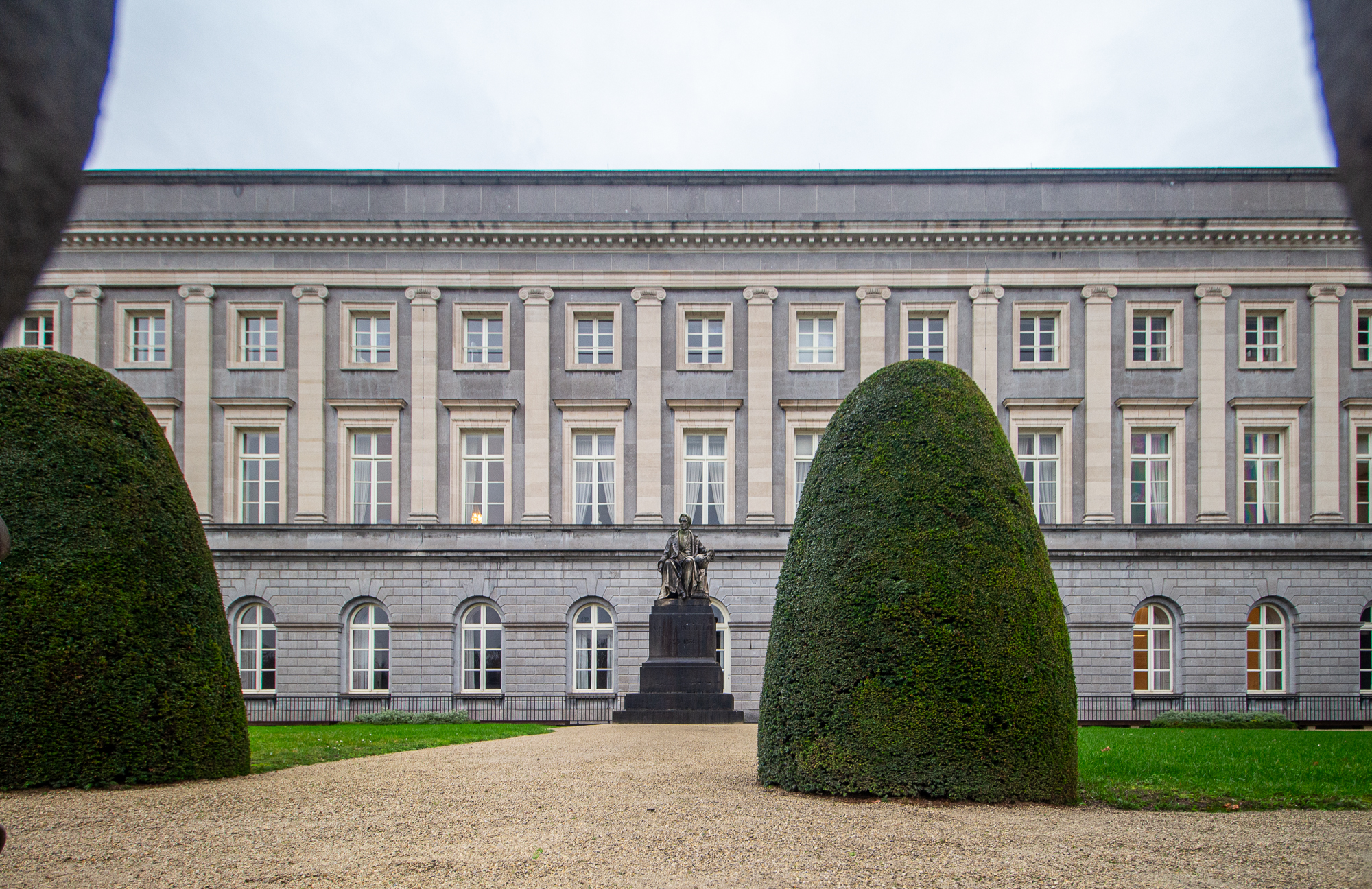
Le jardin du palais.

Le palais est entouré d'un jardin orné de statues :
- Statue d'Adolphe Quetelet (astronome) par Charles-Auguste Fraikin (1880)
- Monument à Jean-Servais Stas (chimiste) par Thomas Vinçotte (1897), dont le piédestal est de Victor Horta
- Jules Destrée par Armand Bonnetain (1937)
- Caïn maudit par Louis Jehotte (1850)
- Le Discobole par Matthieu Kessels créé, en plâtre, en 1822/1823 à Rome et coulé en bronze en 1861 par la Compagnie des Bronzes, Bruxelles
- La Surprise (un chien en arrêt devant une tortue) par Jean-Baptiste Van Heffen (1869)

Sculptures du jardin des Académies
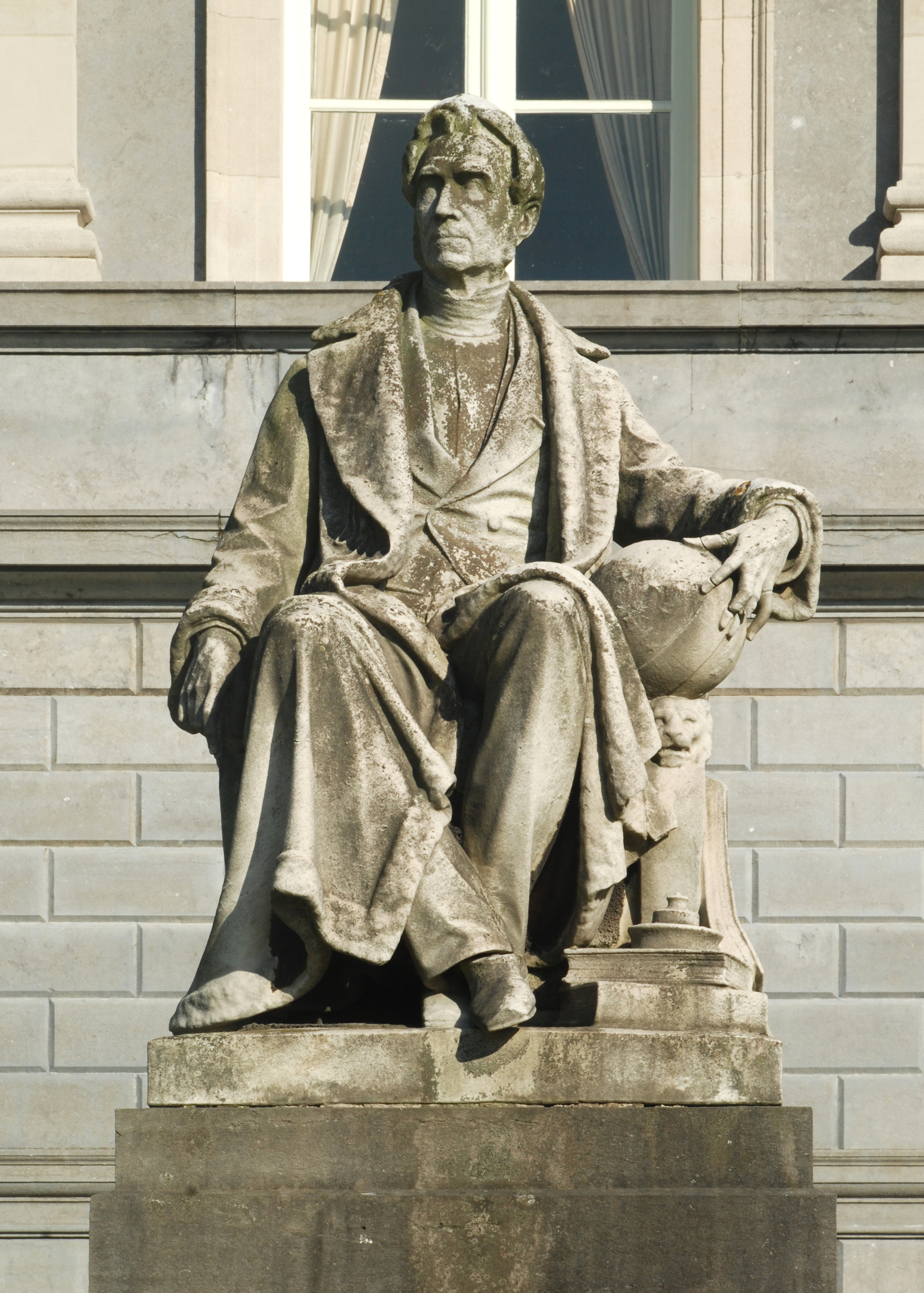
Statue d'Adolphe Quetelet.
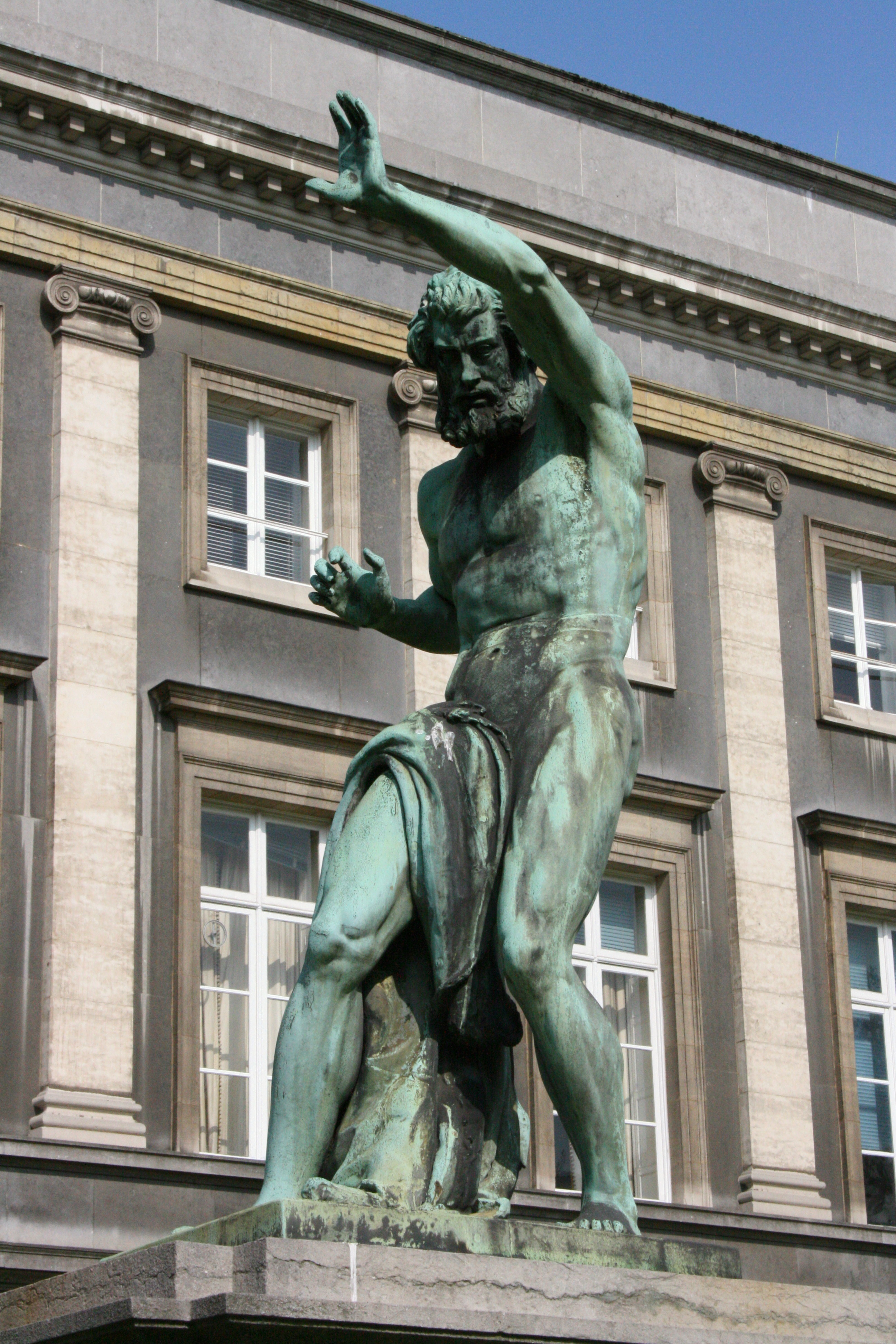
Caïn maudit.
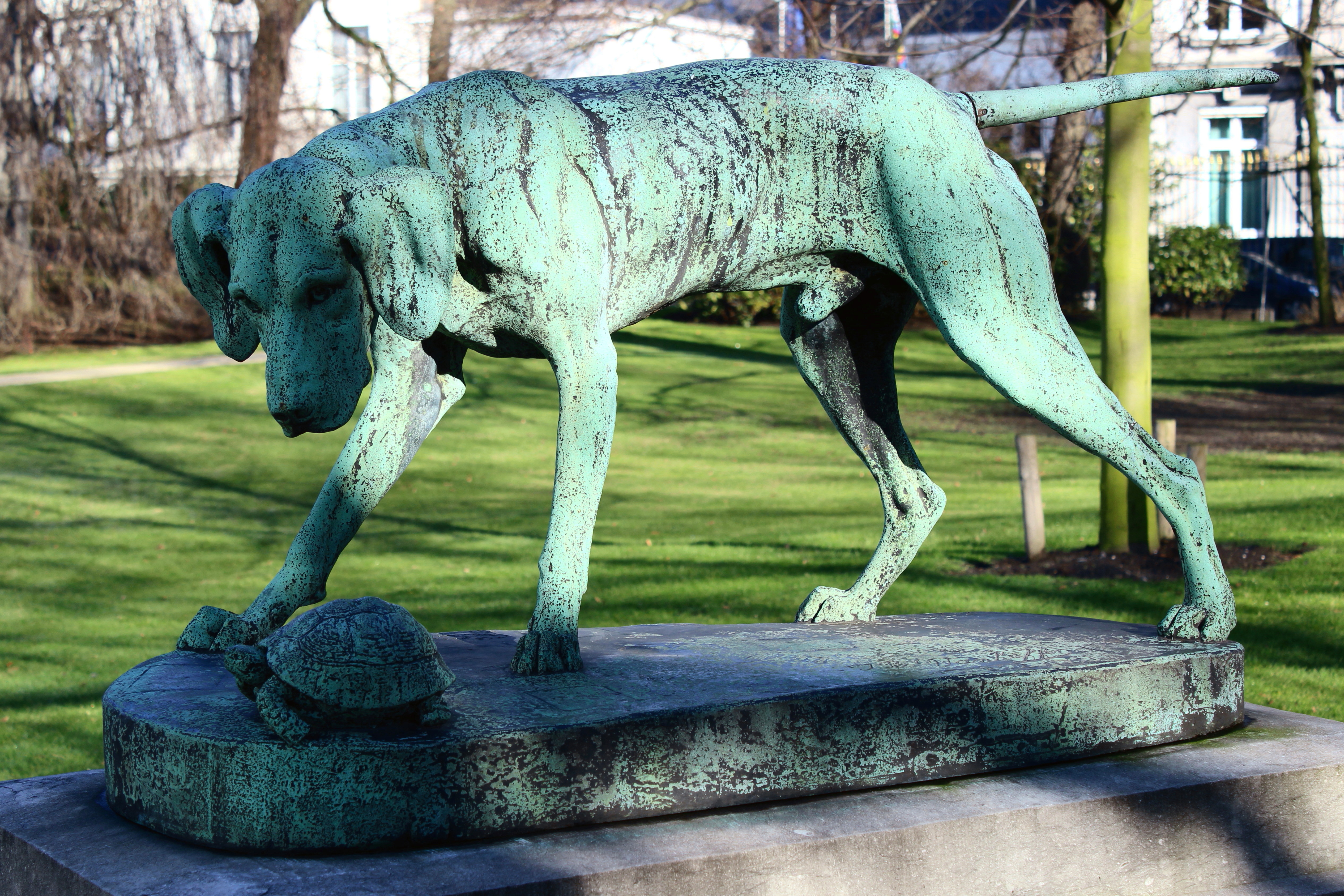
La Surprise.

## Accessibilité
| ___ | Ce site est desservi par les stations de métro : Parc, Arts-Loi et Trône. |